# آن ماری بانو
آن ماری بانو (انگلیسی: Anne-Marie Bănuță؛ زادهٔ ۱۶ نوامبر ۱۹۹۱) بازیکن فوتبال اهل رومانی است.
وی همچنین در تیم ملی فوتبال Romania بازی کرده‌است.